# Peixe-palmito
Peixe-palmito (Ageneiosus valenciennesi) é um peixe comum a todo o Brasil, onde também recebe os nomes de Mandobi, Mandubé, ou Palmito-de-ferrão. Pertencendo à ordem dos peixes-gato, destes difere por não possuir os barbilhões muito grandes, são curtos e franjados, e ainda por ter a nadadeira dorsal próximo à cabeça, em formato de aguilhão.
Como os peixes dessa ordem, não possuem escamas, é animal de hábitos noturnos e vive na água doce, sendo bastante pescado no Pantanal Mato-Grossense.